# Bộ Băng (冫)
Bộ Băng (冫) nghĩa là băng tuyết là một trong 23 bộ thủ được cấu tạo từ 2 nét trong tổng số 214 Bộ thủ Khang Hy. Trong Khang Hi tự điển, có 115 ký tự (trong số 49.030) được tìm thấy dưới bộ thủ này.

## Chữ dùng bộ Băng (冫)
| Số nét | Chữ                              |
| ------ | -------------------------------- |
| 2 nét  | 冫                               |
| 3 nét  | 习                               |
| 5 nét  | 冬 冭 冮 冯                      |
| 6 nét  | 冰 冱 冲 决 冴                   |
| 7 nét  | 况 冶 冷 冸 冹 冺                |
| 8 nét  | 冻 冼 冽 冾 冿 净                |
| 9 nét  | 凁 凂 凃                         |
| 10 nét | 凄 凅 准 凇 凈 凉 凊 凋 凌 凍 凎 |
| 11 nét | 减 凐 凑                         |
| 12 nét | 凒 凓 凔 凕 凖                   |
| 13 nét | 凗                               |
| 14 nét | 凘                               |
| 15 nét | 凙 凚 凛 凜                      |
| 16 nét | 凝 凞                            |
| 17 nét | 凟                               |